# Mitrastemonaceae
Famille
Classification APG III (2009)
Genres de rang inférieur
- Mitrastemon

Les Mitrastemonaceae (les Mitrastémonacées en français) sont une famille de plante à fleurs de l'ordre des Ericales, selon la classification phylogénétique. Ell ne compte qu'un seul genre et deux espèces Mitrastemon yamamotoi et Mitrastemon kanehirai.
Ce sont des plantes parasites, à feuilles écailleuses, originaires des régions tropicales d'Asie du Sud-Est et de Malaisie.
Ces plantes sont dites « protandres », c'est-à-dire que leurs fleurs passent par une phase masculine avant de se transformer en leur forme féminine finale (hermaphrodisme successif).

## Étymologie
Le nom vient du genre type Mitrastemon qui vient des mots grecs μίτρα / mitra, « mitre ; bandeau servant de coiffure » et στήμονας  / stemonas, étamine, en référence aux étamines de la plante en forme de capuche.
Plusieurs variantes orthographiques du nom « Mitrastemon » ont été proposées, dont : Mitrostemma, Mitrostemon, Mitrastema ou Mitrastemma en 1909. Le nom taxonomique finalement retenu fut Mitrastemon (1911).

## Classification
La classification classique de Cronquist (1981) incluait le genre Mitrastemon dans la famille des Rafflesiaceae et situait cette famille dans l'ordre des Rafflesiales.
La classification phylogénétique APG II (2003) considère la position de cette famille incertaine.
En classification phylogénétique APG III (2009), qui n'a jamais recours à des familles optionnelles, cette famille est reconnue.

## Liste des genres
Selon DELTA Angio (12 nov. 2015) et NCBI (12 nov. 2015) :
- genre Mitrastemon (en)

## Liste des espèces
Selon NCBI (12 nov. 2015) :
- genre Mitrastemon
  - Mitrastemon kanehirai
  - Mitrastemon yamamotoi